# Seven Sisters (college)
Seven Sisters är en informell beteckning på sju högskolor i nordöstra USA. Alla grundades mellan 1837 och 1889 och var ursprungligen öppna enbart för kvinnliga studenter. 
Vassar College tar sedan 1969 också emot manliga studenter, och Radcliffe College har fusionerats med Harvard University, som det från början var ett kvinnligt annex till.  

## Seven sister colleges
| Institution           | Placeringsort                            | Typ                                    | Studenter     | Grundat | Högskola |
| --------------------- | ---------------------------------------- | -------------------------------------- | ------------- | ------- | -------- |
| Mount Holyoke College | South Hadley, Massachusetts              | privat, kvinnligt                      | 2 300         | 1837    | 1888     |
| Vassar College        | Poughkeepsie, New York (delstat)         | privat, samskola (numera)              | 2 400         | 1861    | 1861     |
| Wellesley College     | Wellesley, Massachusetts                 | privat, kvinnligt                      | 2 300         | 1875    | 1870     |
| Smith College         | Northampton, Massachusetts               | privat, kvinnligt                      | 2 750         | 1875    | 1871     |
| Radcliffe College     | Cambridge, Massachusetts                 | Radcliffe Institute for Advanced Study | inga (numera) | 1879    | 1894     |
| Bryn Mawr College     | Bryn Mawr, Pennsylvania                  | privat, kvinnligt                      | 1 229         | 1885    | 1885     |
| Barnard College       | Morningside Heights, Manhattan, New York | privat, kvinnligt                      | 2 356         | 1889    | 1889     |